# Torre Melgarejo

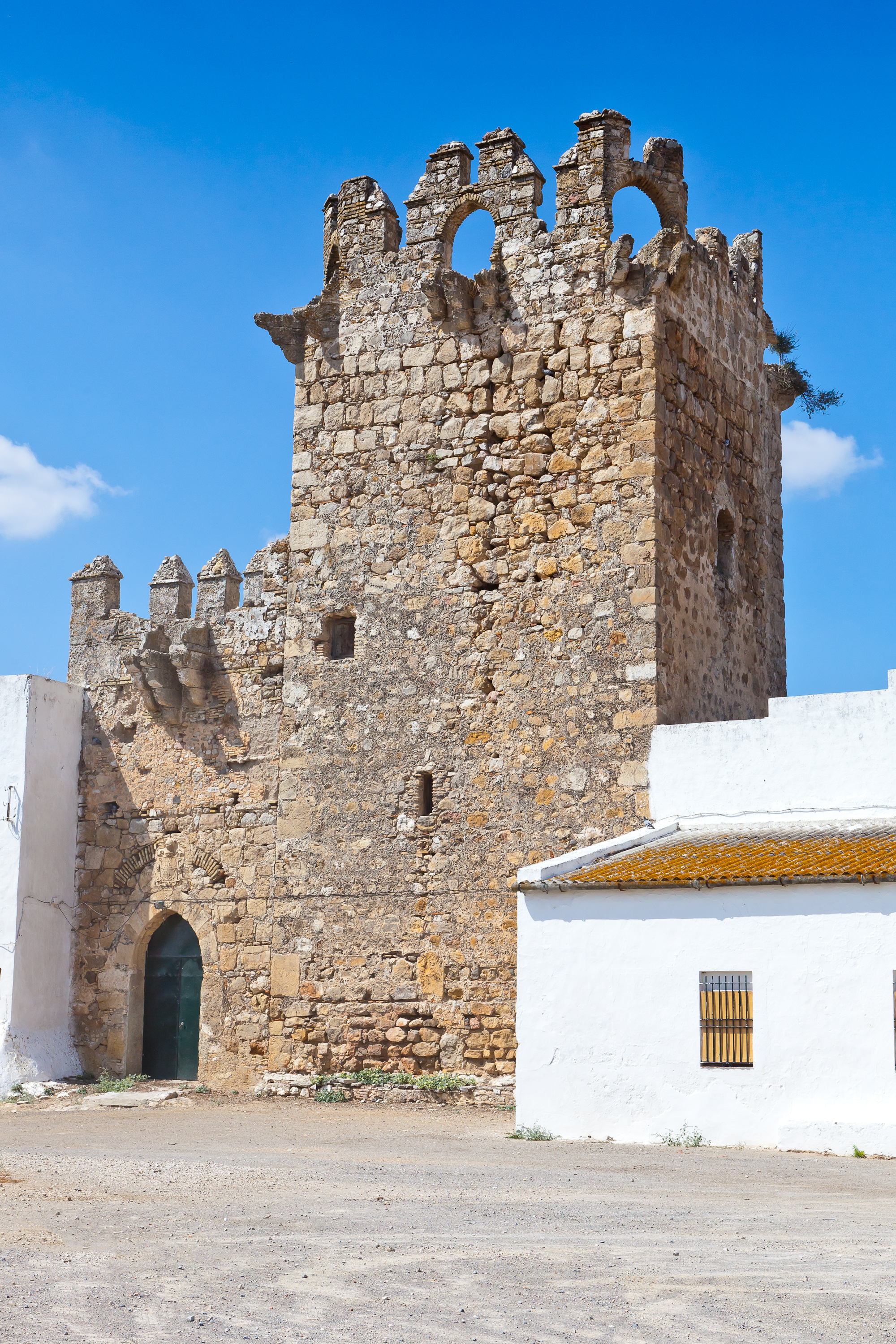
Torre de Melgarejo

Torre Melgarejo es una barriada rural española situada en el municipio andaluz de Jerez de la Frontera, en la provincia de Cádiz. Se encuentra situada a 10 kilómetros al este del centro de Jerez y tiene 364 habitantes cuya principal ocupación es la agricultura, la ganadería. Está situado muy cerca del Circuito de Jerez donde se celebra el Gran Premio de España de Motociclismo. Conocida por albergar el Castillo de Melgarejo.

## Barriada
La barriada es una de las afectadas por el plan de legalización de viviendas del Ayuntamiento de Jerez de la Frontera
En la zona se encuentra el campo de golf de Montecastillo y el Circuito de Velocidad de Jerez, sedes habituales de eventos deportivos (deportes de motor y golf principalmente) así como convenciones.
En 2020 se creó un parque biosaludable.

## Torre

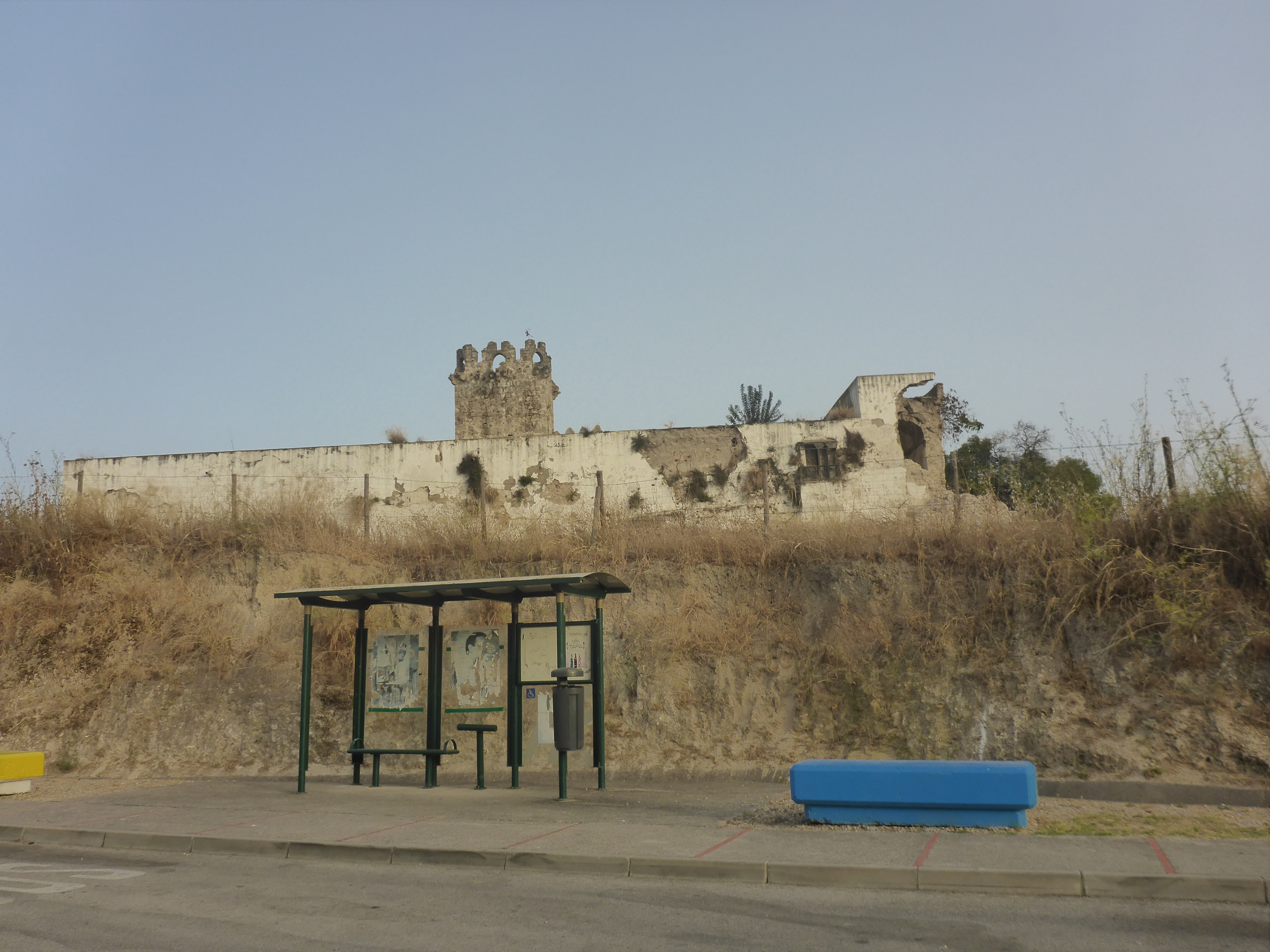
Calle con Castillo con derrumbe

En lo más alto tiene la Torre de Melgarejo (anteriormente Castillo de Melgarejo), que da nombre al poblado. Aunque está protegida como bien de interés cultural con identificador RI-51-0007594 en 2018 sufrió un importante derrumbe.

## Historia
Se han encontrado restos de la Edad del Cobre.
La barriada ha heredado su nombre de la torre medieval que la preside. Cuenta la leyenda que sus dueños fueron pasados a cuchillo una noche mientras cenaban, historia que también ha servido para nombrar a una de sus calles: Amarga cena.
El origen moderno de la barriada está en los canteros que acudieron a la zona a trabajar la piedra y que poco a poco fueron trayendo a sus familias. Cuando el trabajo se fue terminando, buscaron nuevas oportunidades en el campo, haciendo labores agrarias y en la fábrica de lino, ya desaparecida.

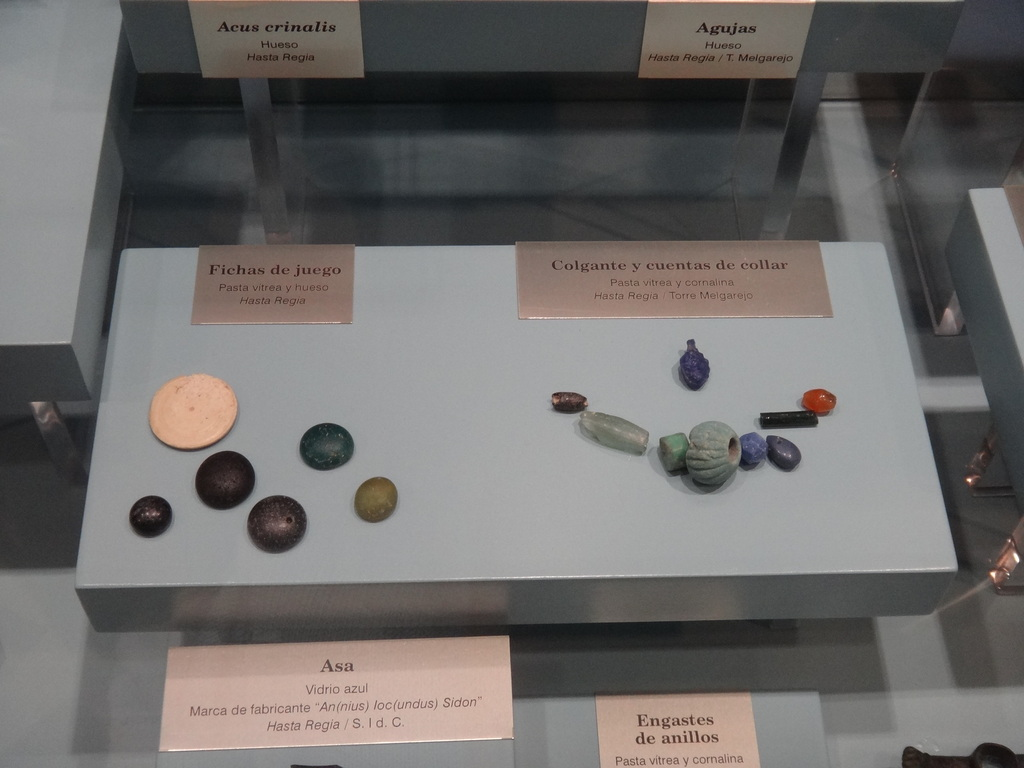
Restos arqueológicos en el Museo Arqueológico de Jerez

Además existen en sus alrededores yacimientos arqueológicos.

## Economía

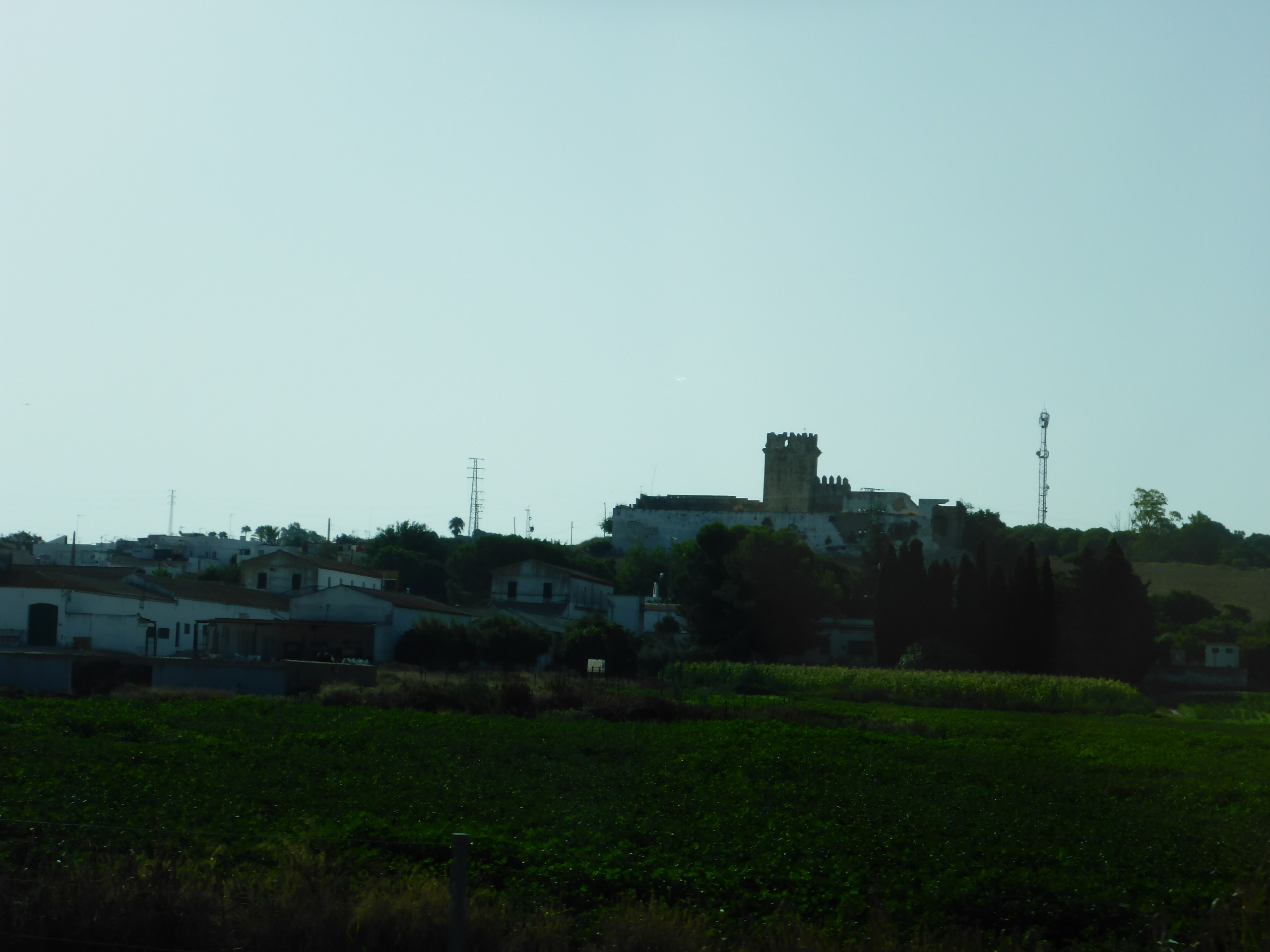
Barriada desde la carretera

Mucha de la población desarrolla trabajos relacionados con agricultura y ganadería. También destaca un importante restaurante.

## Fiestas
En septiembre se celebra su verbena